# Infiltrator (computerspel)
Infiltrator is een computerspel uit 1986. Het spel werd ontwikkeld door Chris Gray Enterprises en uitgegeven door U.S. Gold en Mindscape. Het spel kwam uit voor de meeste populaire homecomputers van die tijd. De speler speelt de held van alle helden genaamd Johnny "Jimbo Baby" McGibbits. Het spel is opgedeeld in zes missies waarvan drie met een helikopter en drie vanaf de grond. Het doel van het spel is met een Airwolf achtige helikopter genaamd Gizmo DHX-3 de vijandelijke basis te infiltreren, geheime documenten te stelen en een gek die de wereldvrede bedreigt te doen stoppen.

## Platforms
| Jaar | Platform                                                      |
| ---- | ------------------------------------------------------------- |
| 1986 | Amstrad CPC, Apple II, Atari 8-bit, Commodore 64, ZX Spectrum |
| 1987 | DOS                                                           |
| 1990 | NES                                                           |
| 2012 | iPad, iPhone                                                  |

## Ontvangst
| Beoordeeld door             | Platform     | Datum         | Score |
| --------------------------- | ------------ | ------------- | ----- |
| Computer Gaming World (CGW) | Apple II     | november 1992 | 30%   |
| Computer Gaming World (CGW) | DOS          | november 1992 | 30%   |
| Computer Gaming World (CGW) | Commodore 64 | juni 1991     | 20%   |